# Belveder (palác)
Belveder je barokní komplex staveb dvou paláců (horního a dolního), koníren a oranžerie, spojených parkem, ve Vídni, na adresách Himmelpfortgasse, Prinz-Eugen-Straße 27 a Rennweg 6, od roku 1850 v městském okrese Landstraße, jihovýchodně od centra města, západní zdí sousedí se Schwarzenberským palácem, nedaleko od Hlavního nádraží.
Výstavba paláců, zejména jejich interiér, byla budována jako letní sídlo prince Evžena Savojského a později sloužila jako památník jeho vojenské a politické slávy.

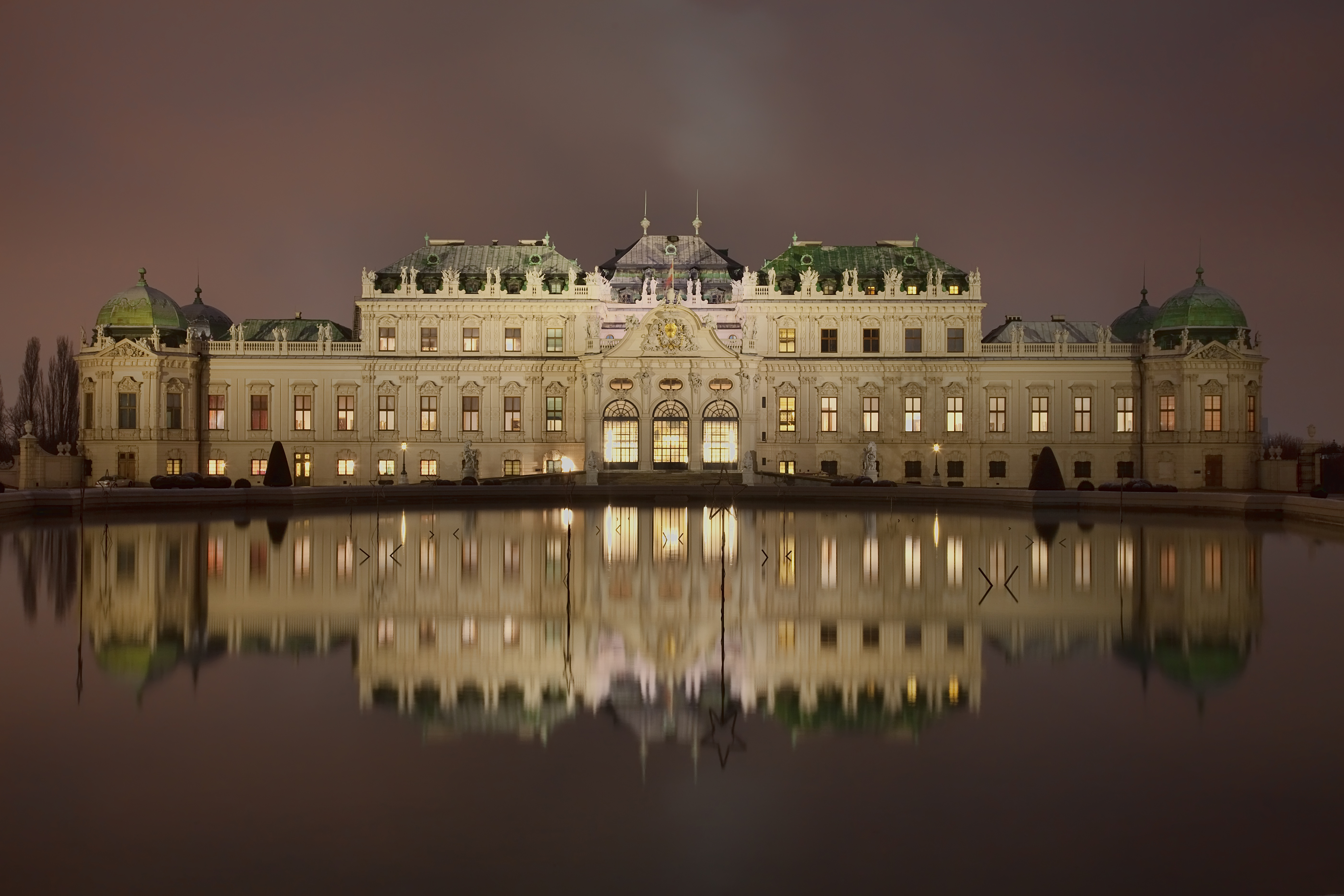
Horní Belveder v noci

## Historie
Zámek byl postaven ve dvou etapách, v letech 1714–1716 a do roku 1723 podle návrhu dvorního architekta Johanna Lukase von Hildebrandta pro prince Evžena Savojského, jednoho z nejvýznamnějších rakouských vojevůdců ve válce proti Turkům. Komplex sestává z Horního a Dolního Belvederu, oranžérie a palácových stájí. Jeho součástí je rozsáhlá zahrada. Dnes v budovách sídlí Rakouská galerie Belvedere.
Pozemky pro stavbu za hradbami tehdejší Vídně zakoupil princ Evžen již v roce 1697 a koncem 90. let 17. století zde podle projektu zahradního architekta Dominika Girarda založil architektonicky řešenou zahradu s vodotrysky a labyrintem ze stříhaného buxusu. Dolní Belveder byl postaven v letech 1714–1716.
Pro vybudování Horního Belvederu přenechal kníže Schwarzenberg roku 1720 část zahrady svého paláce, takže výstavba začala roku 1721 a skončila v roce 1723. Vnitřní výzdobu vedl Claude Le Fort du Plessy a podíleli se na ní malíři Carlo Carlone, Giacomo del Po, Francesco Solimena. Po smrti zakladatele zakoupila Dolní Belveder roku 1752 císařovna Marie Terezie, využívala jej jako sídlo své osobní stráže a od roku 1763 jako kasárna. Zámek v letech 1899–1914 užíval jako své druhé sídlo arcivévoda František Ferdinand d'Este.
Horní palác byl od 19. století využíván jako Rakouská umělecká galerie a také jako centrum zábavy, v jeho okolí se pořádala například cirkusová představení. 15. května 1955 v něm byla podepsána Rakouská státní smlouva.

## Galerie

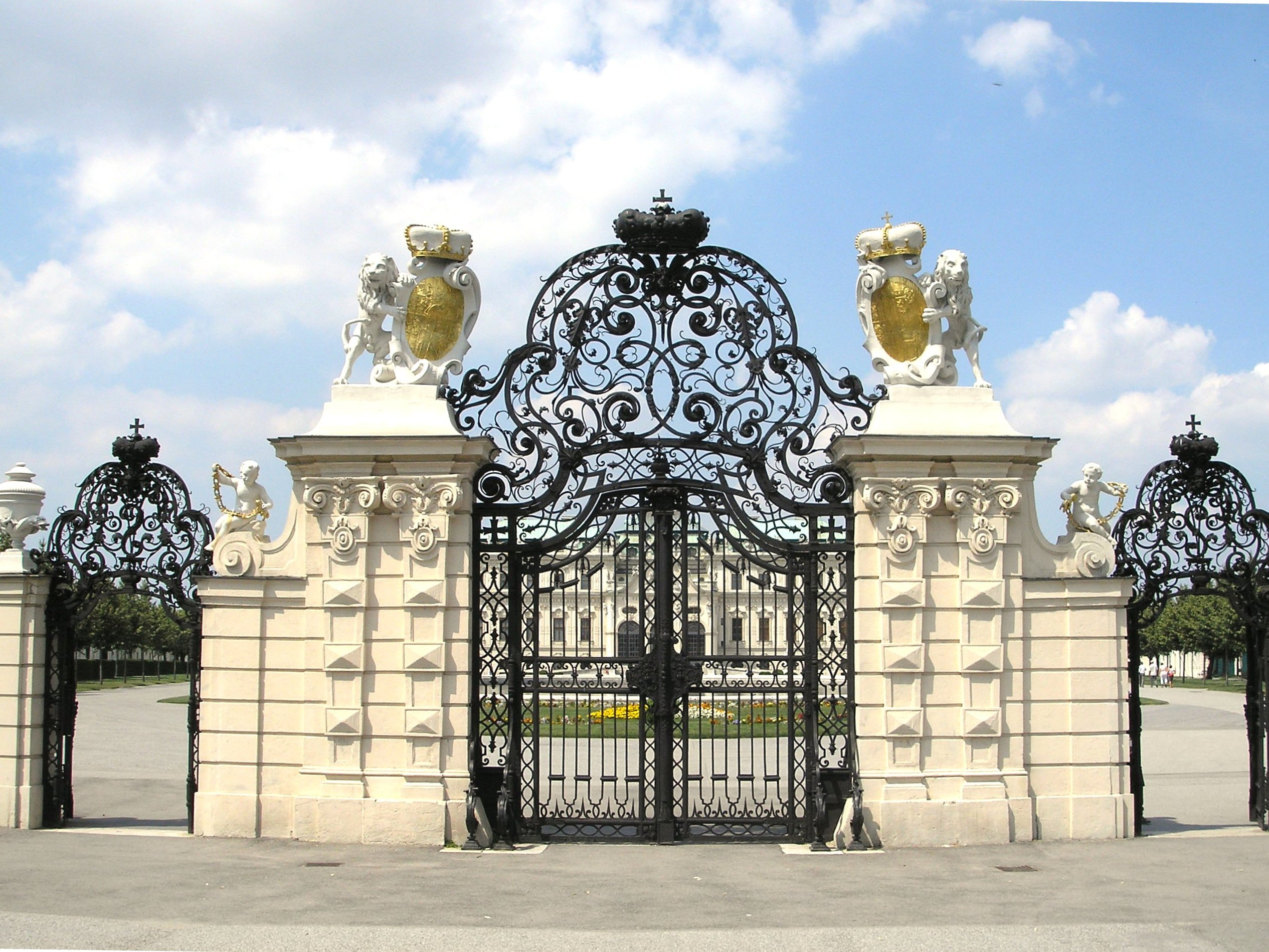
Hlavní brána Horního Belvederu
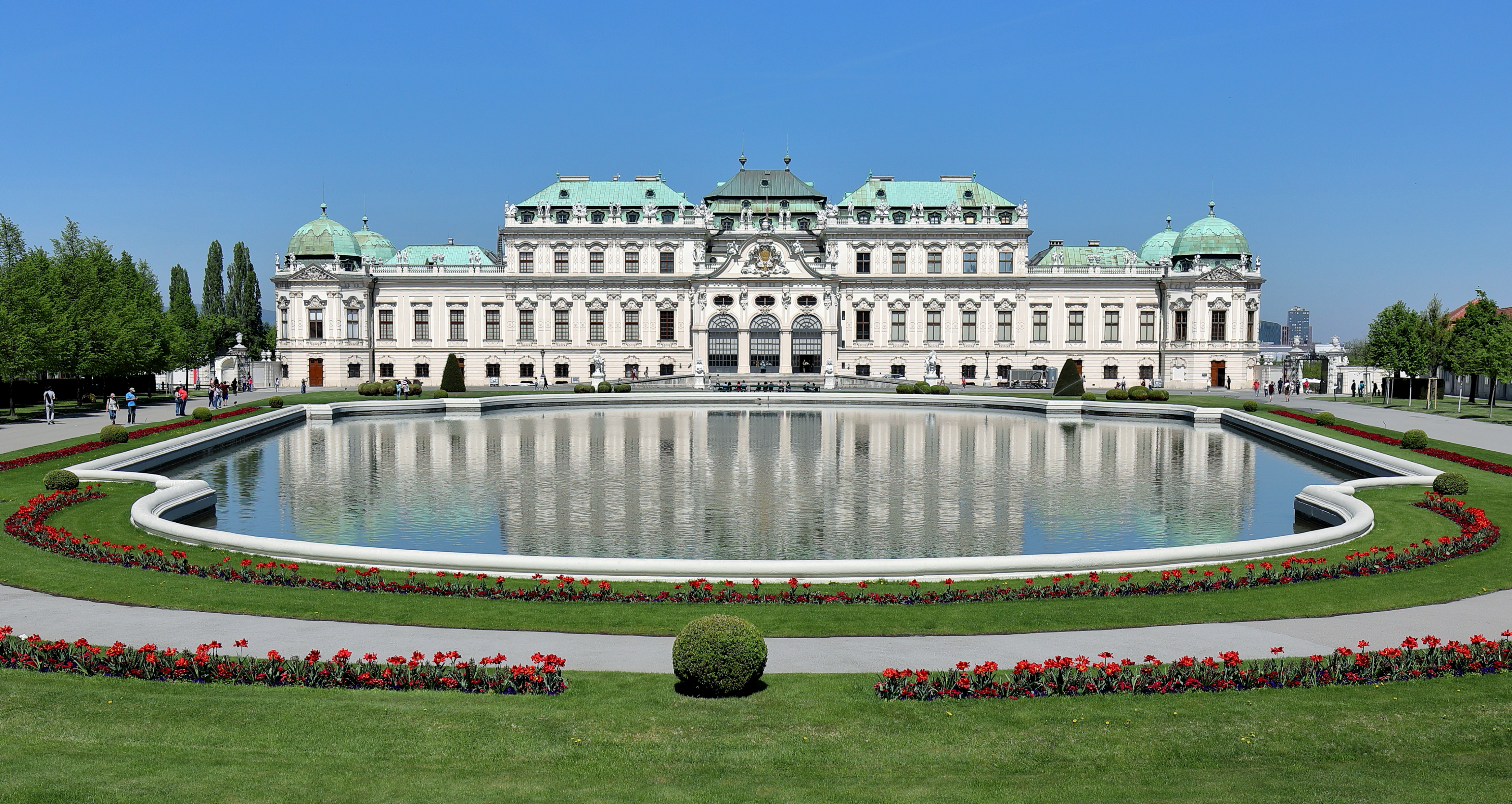
Horní Belveder
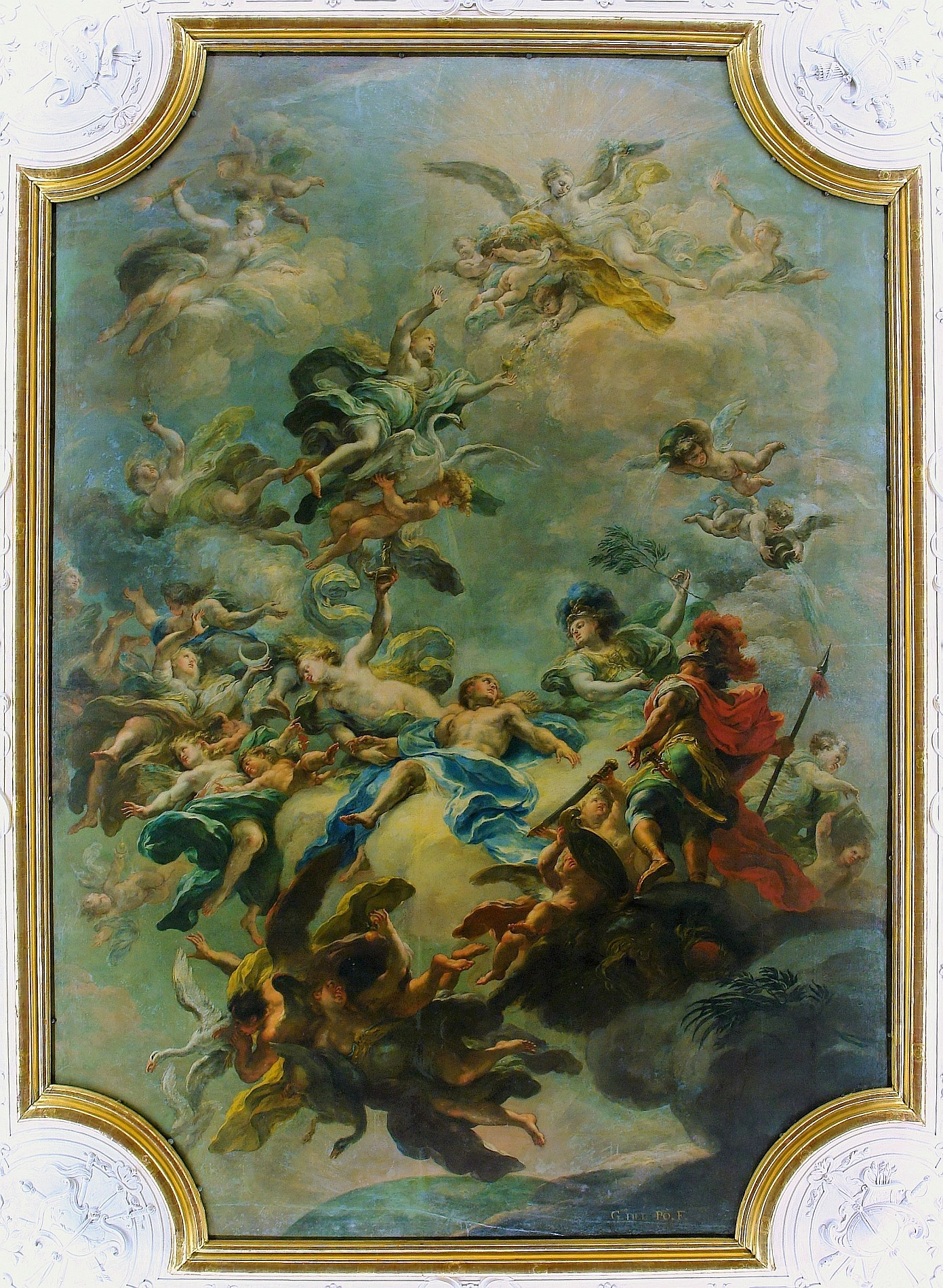
Apoteóza hrdiny, freska Giacomo del Po
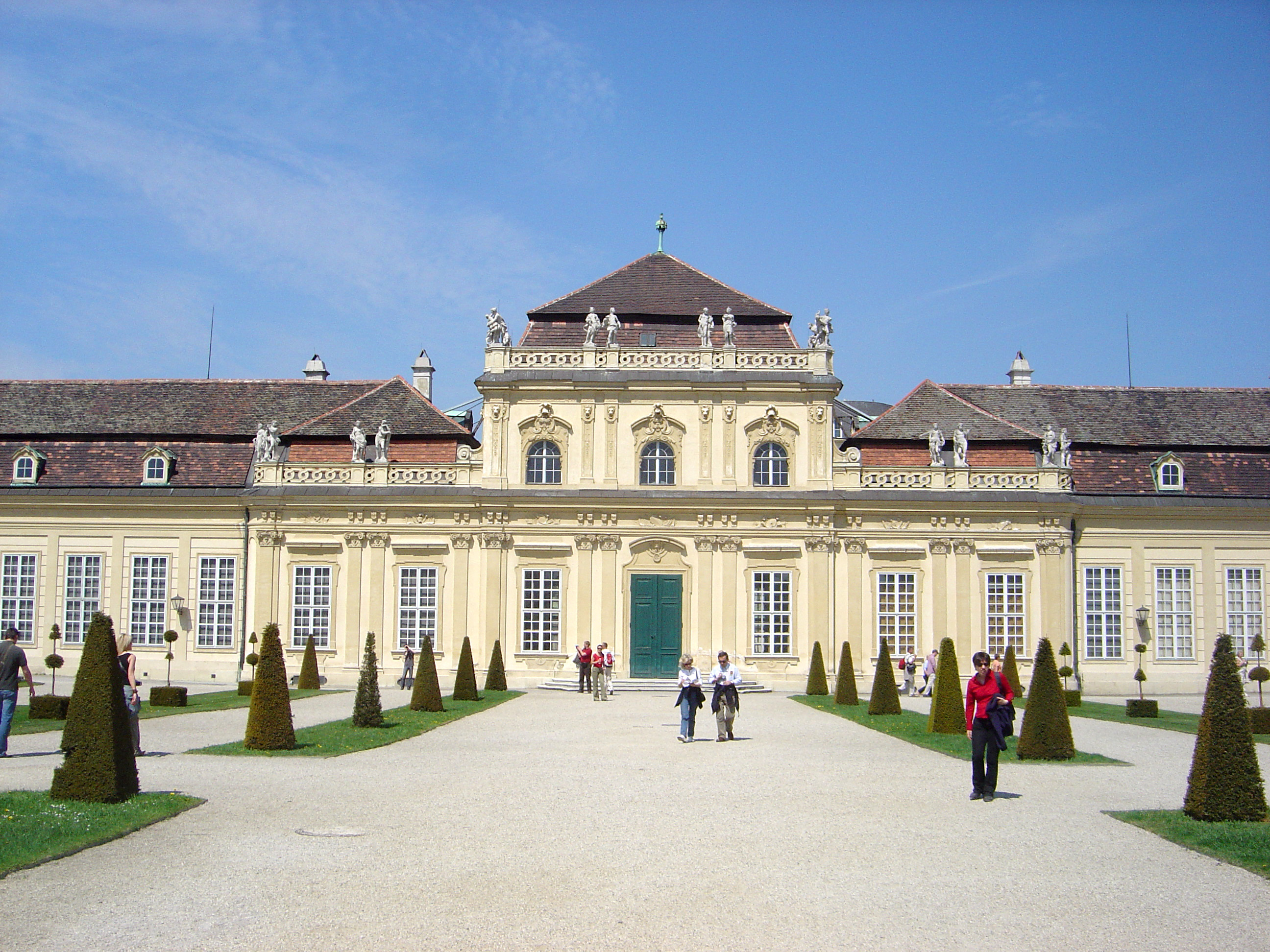
Dolní Belveder
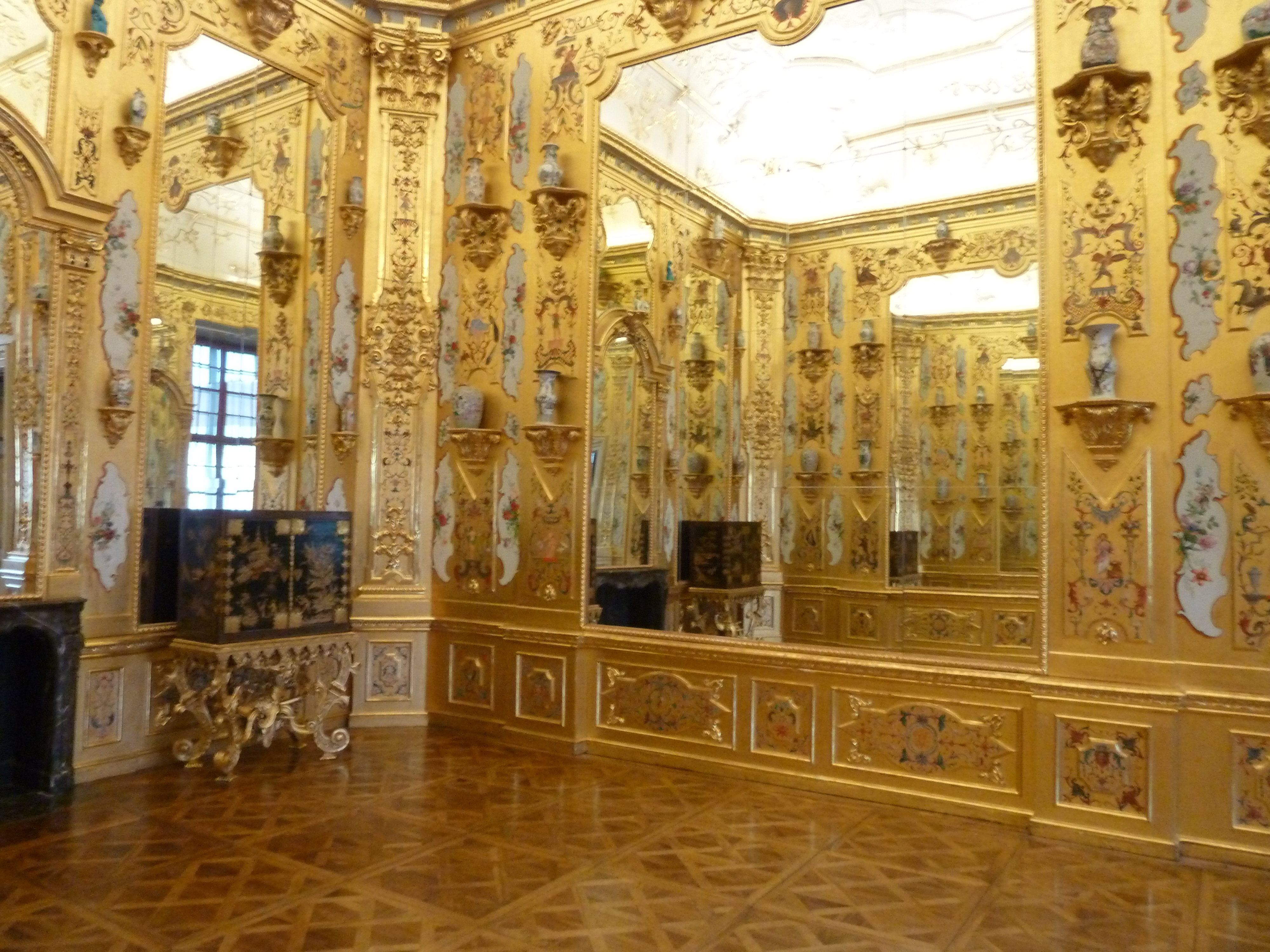
Zlatý sál dolního Belvederu
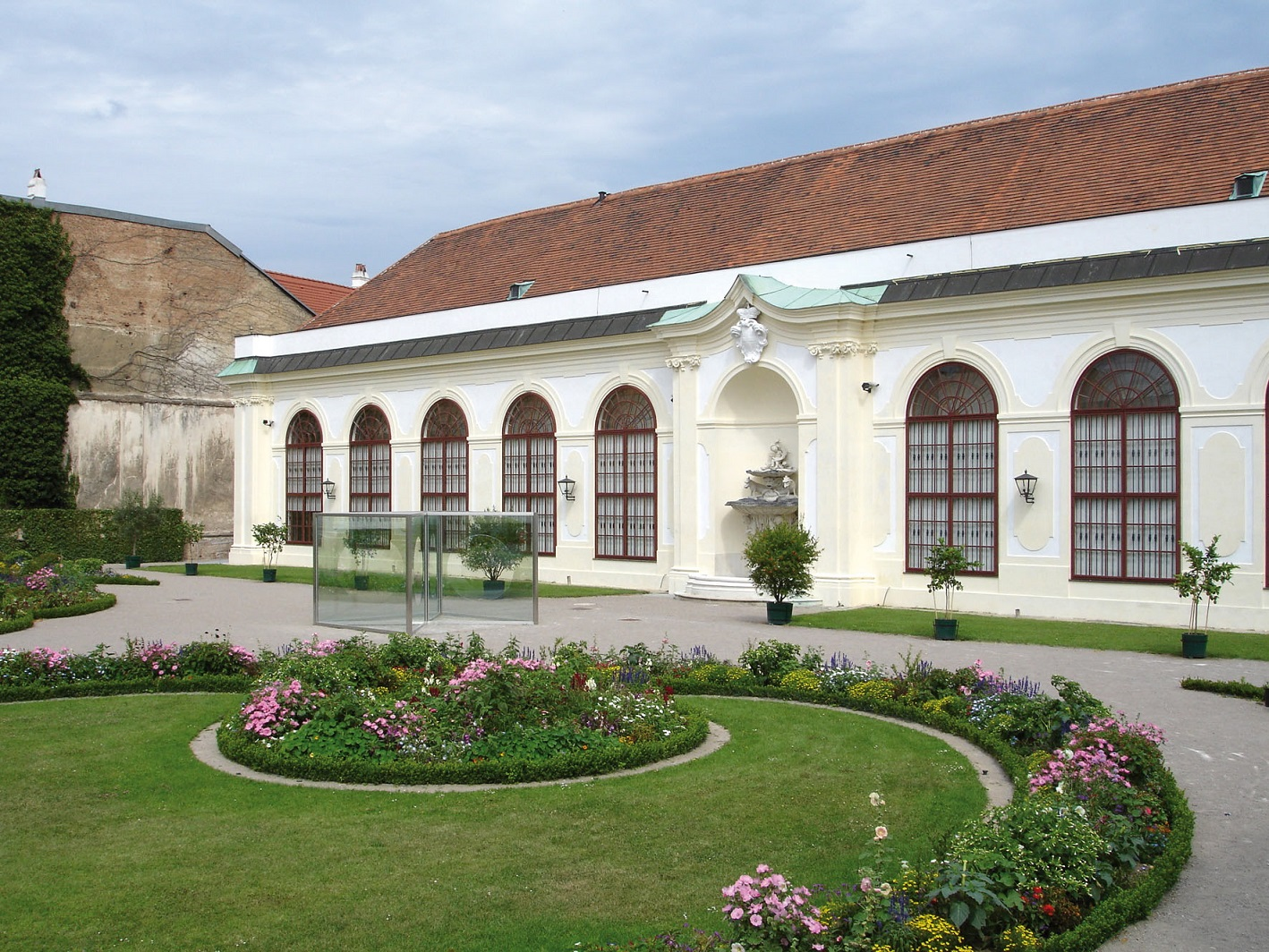
Oranžerie
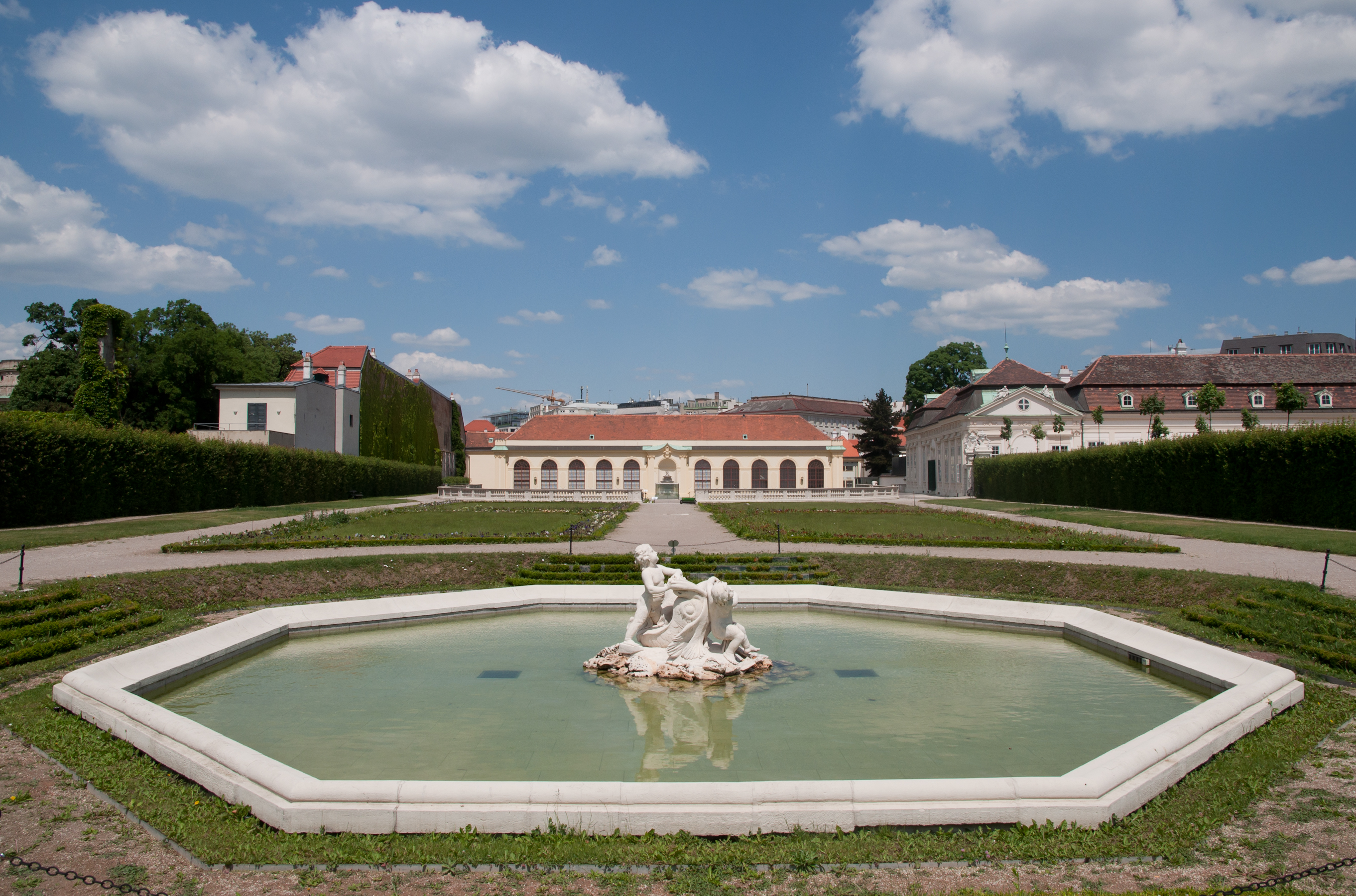
Kašna a oranžerie
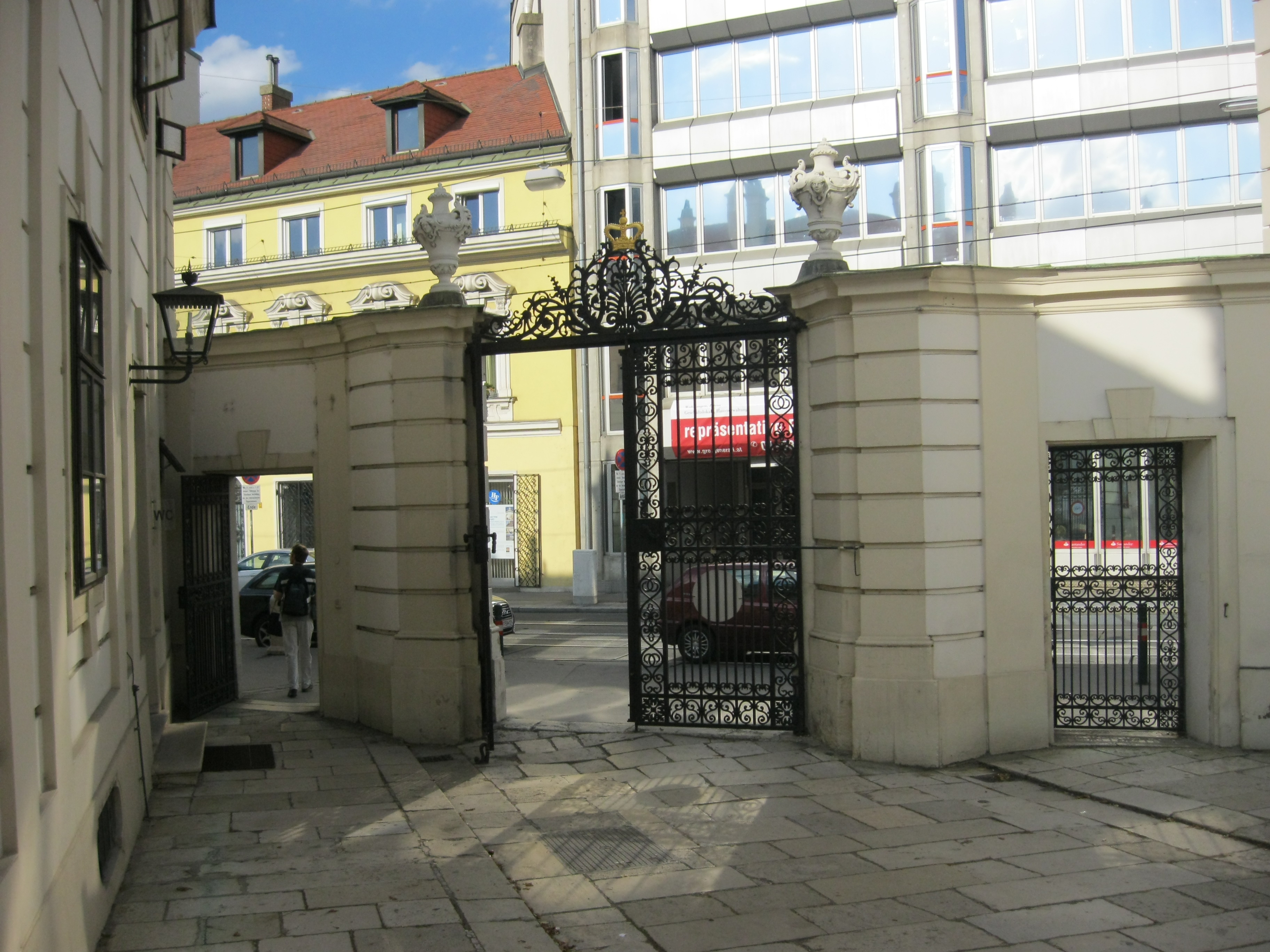
Boční vchod dolního Belvederu